# مسجد المعمار
مسجد المعمار، أحد مساجد جدة التاريخية في المملكة العربية السعودية، يقع المسجد في شارع العلوي غربا بمحلة، وهو الآن بحالة جيدة وتقام فيه الصلاة وله أوقاف خاصة به، يحتل المسجد المرتبة الثانية في خارطة المساجد التاريخية بعد مسجد الشافعي.

## البناء
رغم اختلاف المصادر التاريخية الموجودة في بطون الكتب القديمة التي تحدثت عن تاريخ بناء الجامع، فقد قيل إن بناءه تم على يد أحد الولاة، ويدعى مصطفى معمار باشا، والتي تقول إنه بني في 1240هـ حسب ماهو منقوش على حجر فيه، وقد كُتبت عليه أبيات شعرية باللغة التركية تتحدث عن عمارة المسجد وبانيه، وأرضه مرتفعة عن سطح أرض الشارع بخمس درجات، ولهُ بابان، باب جنوبي وباب شمالي، وبجواره دكاكين تابعة للأوقاف، ويعتبر المسجد تابعاً لإدارة الأوقاف بجدة.

## مواد البناء
- الحجر الجيري
- تميز البناء بوجود فتحات ذات نوافذ صغيرة وأشكال زخرفية.[4]

## انظر ايضاً
- مدينة جدة
- مسجد الحنفي

- قائمة المساجد في السعودية

## وصلات خارجية
- أداء أول جمعة في مسجد المعمار التاريخي بعد ترميمه.
- افتتاح مسجد المعمار بـ«تاريخية جدة» مساء اليوم.